# Дубровський (Ленінський міський округ)
Дубро́вський (рос. Дубровский) — селище у складі Ленінського міського округу Московської області, Росія.

## Населення
Населення — 464 особи (2010; 351 у 2002).
Національний склад (станом на 2002 рік):
- росіяни — 92 %